# Жак Клеман
Жак Клема́н (фр. Jacques Clément; 1567, Сербонн — 1 серпня 1589, Сен-Клу) — французький домініканський монах, убивця короля Генріха III.

## Життєпис
Точних відомостей щодо народження Жака Клемана не збереглося. За найбільш правдоподібною версією, це сталося 1567 року. Майбутній чернець походив з родини селян, що мешкали в Сербонні в Арденнських горах. Ще в юному віці він здійснив постриження в монастирі якобинців, розташованому в Сансі. Потім продовжив навчання у монастирі домініканців, де за ним закріпилось прізвисько Якобинець. Втім, його швидко змінили на нове — Капітан Клемент.

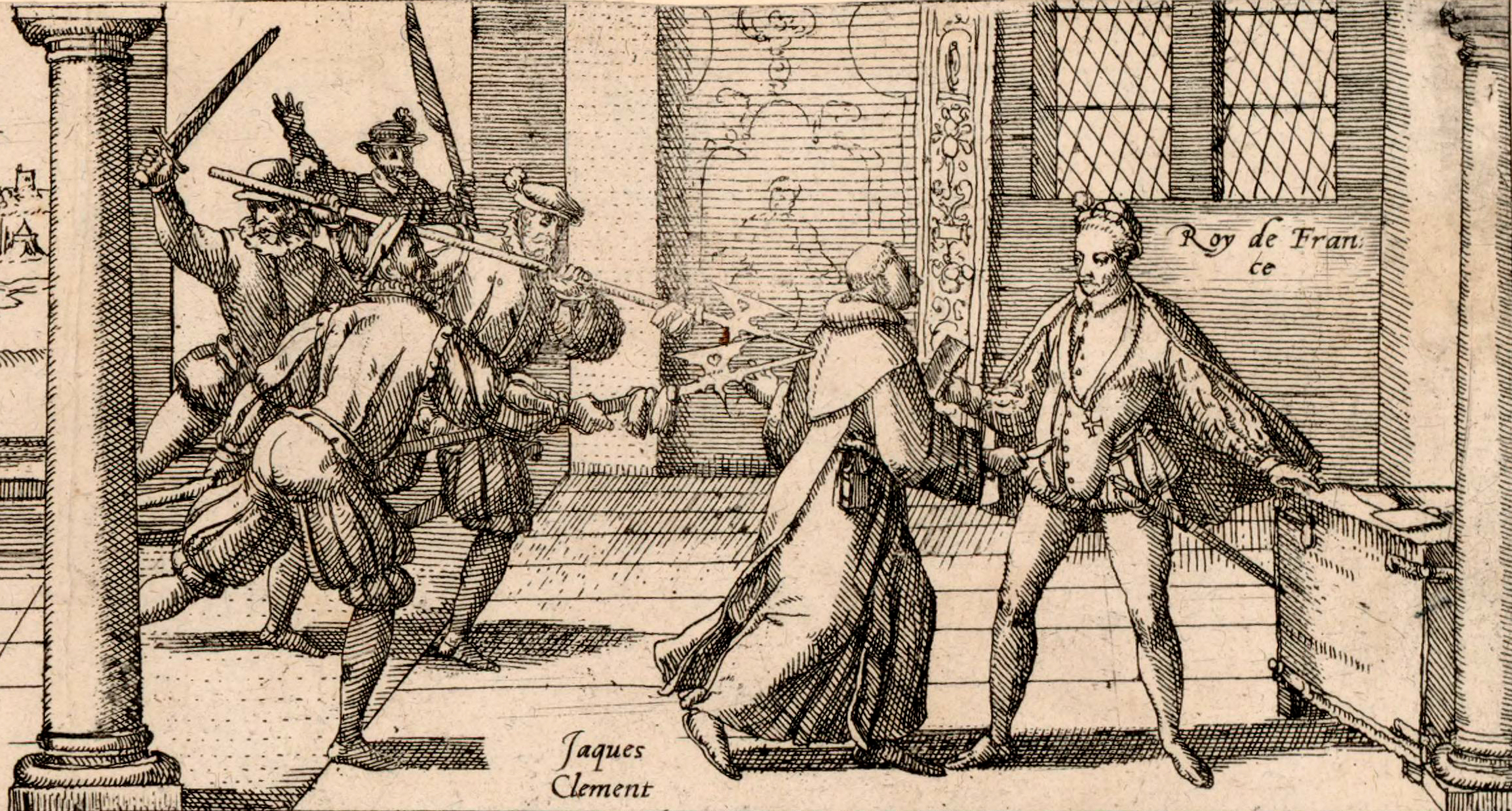
Гравюра Франца Хогенберга, на якій зображено вбивство короля Генріха III (XVI ст., Національна бібліотека Франції).

Таке прізвисько Жак отримав через свою релігійну ревність, яка в часи релігійних війн у Франції набула в ньому войовничого характеру. Після вбивства королем герцога Генріха де Гіза, засновника і загальновизнаного лідера Католицької ліги, Жак Клеман вирішив помститися Генріху III. Для здійснення задуму 31 липня 1589 року він вирушив пішки до Сен-Клу, звідки король керував облогою Парижа. 1 серпня 1589 року він у складі почту генерального прокурора паризького парламенту Жака де ла Гюсле прибув на зустріч з королем. Під час аудієнції Жак Клеман наблизився до монарха для того, щоб передати йому таємні листи. Поки король читав, Жак вихопив з-під плаща кинджал і смертельно поранив короля двома вдарами — в живіт і в обличчя. За свідченнями очевидців, Генріх III встиг скрикнути «Ах, злодій, ти мене убив!». На цей зойк схопилися дворяни з охоронного кортежу так званих Сорока п'яти і королівські слуги. За деякими свідченнями, один з охоронців, Бернар де Монтсері, кинувши Жака на підлогу, звелів своїм товаришам не вбивати його, щоб допитати. Не зважаючи на це, монах був заколотий на місці, його тіло четвертували, спалили на вогнищі, а попіл кинули в Сену.

## Аналіз злочину
Ревність Жака Клемана, яку іноді трактують як релігійний фанатизм, насправді була притаманна більшості католиків тогочасної Франції. Її можна пояснити швидким поширенням кальвінізму, який з погляду католицької церкви був єрессю, а також більш-менш явною прихильністю до нової релігійної течії багатьох правлячих представників дому Валуа. Генріх III в цьому шерезі займав особливе місце. По-перше, він замолоду вів розпусне життя, чим обурював підданих, по-друге, утискав Генріха де Гіза, в якому небезпідставно вбачав претендента на престол і можливого узурпатора. Вбивство лідера Католицької ліги король вчинив у своєму палаці, віддавши наказ особистій охороні. Отже, його усунення Жак Клеман розглядав як справедливу помсту, вірячи, що в разі успіху отримає світські нагороди, а в разі невдачі — вічне блаженство на небесах. Разом з тим його задум формувався і під зовнішнім впливом, адже план вбивства підтримали деякі лідери ліги. Зокрема, вважають, що безпосередньо надихнула молодого монаха на злочин герцогиня де Монпансьє — рідна сестра загиблого герцога де Гіза.
Смерть самого Жака Клемана сучасники подій розцінили по-різному. Католики вважали її трагічною і мученицькою. Таку оцінку дав сам папа Сікст V, висувались навіть пропозиції щодо канонізації Жака Клемана. Гугеноти, навпаки, вважали злочин монаха вкрай жорстоким по відношенню до короля, а досудову страту — належним покаранням. Вважають, що вчинок Жака Клемана міг надихнути Франсуа Равальяка — вбивцю короля Генріха IV.